# Unicachichthys multidentata
Unicachichthys multidentata è un pesce osseo estinto, appartenente agli aulopiformi. Visse nel Cretaceo superiore (Cenomaniano, circa 98 milioni di anni fa) e i suoi resti fossili sono stati ritrovati in Messico.

## Descrizione
Questo pesce era dotato di un corpo allungato e snello, vagamente simile a quello di un salmone, lungo una decina di centimetri. Il cranio era di forma triangolare se visto di profilo, dal muso appuntito ma dalle mascelle forti e dotate di denti acuminati. In generale il suo aspetto richiamava quello di altri pesci cretacei ben conosciuti, come Enchodus ed Eurypholis, ma se ne differenziava per alcuni aspetti: in particolare, al contrario dei suoi stretti parenti Unicachichthys era dotato di un osso dermopalatino dotato di numerosi denti e vi era un osso sclerotico basale; questo pesce era inoltre dotato di un preopercolo con un ramo verticale dal margine posteriore seghettato. La pinna dorsale si trovava a metà del corpo ed era di forma triangolare, mentre la pinna caudale era molto ampia e profondamente biforcuta. 

## Classificazione
Unicachichthys è un rappresentante degli encodontidi, un gruppo di pesci predatori molto diffusi nel corso del Cretaceo; in particolare, sembrerebbe essere stato una forma basale del gruppo a causa di caratteristiche come il dermopalatino multidentato.  
Unicachichthys multidentata venne descritto per la prima volta nel 2016, sulla base di resti fossili ritrovati nella cava El Chango, nello stato di Chiapas in Messico sudorientale. 

## Paleoecologia
Unicachichthys era senza dubbio un pesce predatore marino molto veloce e attivo. La cava El Chango ha restituito i fossili di almeno altre due specie di encodontidi predatori: il minuscolo Vegrandichthys e il grande Veridagon: si suppone che tutti questi encodontidi occupassero diverse nicchie ecologiche nella catena trofica dell'antico mare costiero messicano.